# Nova Aguilar
A Nova Aguilar é uma editora fundada em 1958 no Rio de Janeiro pelo espanhol José Aguilar, que em casa confeccionava, de forma rudimentar, os tomos de grandes traduções e obras completas de autores nacionais, compiladas sob sua supervisão editorial.

## História da José Aguilar
Devido a desentendimentos familiares ocorridos em Madrid, onde funcionava a Editora Aguilar, Jose Aguilar se desvincula da iniciativa conjunta dele e de seus irmãos, migrando daquele país com destino ao Rio de Janeiro, onde se estabelece no ramo editorial com um novo selo nacional, denominado-a José Aguilar LTDA., em semelhança ao nome da casa editorial espanhola. Praticamente é lançado, entre 1958 até o ano da venda da empresa, mais de trinta títulos em nome da José Aguilar LTDA.

## História da Nova Aguilar
No ano de 1975 seu acervo é adquirido pelo político fluminense Carlos Lacerda, mantendo os investimentos necessários e lançando alguns títulos esparsos, além de atuar na re-edição dos títulos década após década. Com seu falecimento a empresa é herdada pelo seu filho, Sebastião Lacerda, que continua a manutenção do funcionamento da editora até o ano de 2014, quando então vende sua empresa à Global Editora.
O catálogo da editora é emblemático devido à tradição da marca de publicar grandes edições, geralmente coligindo as obras completas de grandes autores e pensadores brasileiros e mundiais, a exemplo de William Shakespeare, Fernando Pessoa, Oscar Wilde, Machado de Assis, Euclides da Cunha, Fiódor Dostoiévski, Eça de Queiroz, Luís de Camões, Ferreira Gullar e etc. Em cada tiragem, quando edições novas são produzidas ou antigas edições re-impressas, são emitidas pelo menos três mil novas cópias de livros.
Entretanto, a editora também já se dedicou a outras obras que escapam da característica tradicional de seus livros. Alguns títulos como Coleção Intérpretes do Brasil ou O Abolicismo, de Joaquim Nabuco, são exemplos de obras esporádicas que não possuem o caráter ou objetivo de compendiar a obra completa de um autor em específico.

## Catálogo e mudanças de administração
Atualmente possuí em seu catálogo ativo mais de 60 autores, pelo menos até a conclusão do acordo com a Editora Nova Fronteira, quando alguns autores são acrescidos ao catálogo, a exemplo de Maria Clara Machado e Ferreira Gullar. Com a administração da Global Editora, muito provavelmente outros autores serão incluídos no rol, conforme afiança o proprietário Luiz Alves Junior.

## Autores publicados
Em parceria com a Companhia Nacional do Livro: Afonso Arinos e Graça Aranha.
Edições sem reedição somente no antigo selo José Aguilar: Coelho Netto, José de Alencar, Raimundo Correia, Alceu Amoroso Lima, Cornélio Penna, Adelino Magalhães, Camilo Castelo Branco e Ferreira de Castro.
Na Nova Aguilar: Luciana Stegagno-Picchio, Manuel Bandeira, Rui Barbosa, Castro Alves, Álvares de Azevedo, Gilberto Freyre, Poetas Inconfidentes (Cláudio Manuel da Costa, Tomás Antonio Gozanga e Alvarenga Peixoto), Cruz e Sousa, Nelson Rodrigues, Euclides da Cunha, Carlos Drummond de Andrade, Gonçalves Dias, Alphonsus de Guimaraens, Jorge de Lima, Machado de Assis, Cecília Meireles, Vinicius de Moraes, Afrânio Peixoto, Joaquim Nabuco, José Lins do Rego, Érico Veríssimo, Guimarães Rosa, Joaquim Cardozo, Murilo Mendes, João Cabral de Melo Neto, Ferreira Gullar, Augusto dos Anjos, João Ubaldo Ribeiro, Maria Clara Machado, Monteiro Lobato, Jorge Amado, Lima Barreto, Olavo Bilac, Aluízio Azevedo, Mário Quintana, Fernando Sabino, Josué Montello, Eça de Queiroz, Fernando Pessoa, Almada Negreiros, Mário de Sá-Carneiro, Joaquim Paço d'Arcos, Camões, Oscar Wilde, Giacomo Leopardi, Charles Baudelaire, Tolstói, Dostoiévski, Miguel de Cervantes, Shakespeare e Edgar Allan Poe.